# Jons und Erdme (Hermann Sudermann)
Jons und Erdme. Eine litauische Geschichte sind Titel und Untertitel einer 1917 publizierten naturalistischen Heimat-Erzählung Hermann Sudermanns. Die Lebensgeschichte der Familie Baltruschat mit ihrem wechselhaften Verlauf spielt im ländlichen litauischen Milieu Ostpreußens.

## Inhalt
Ein junges litauisches Liebespaar plant ein gemeinsames Leben als Bauern mit eigenem Land. Jons Baltruschat ist ein „Antrininkas“, der „Knecht eines Knechtes“, und Erdme Maurus arbeitet als Abwaschmädel in dem Schlopsniesschen Gasthaus in Heydekrug. Beide trauen sich den Start in der „Kolonie Bismarck“ im Rupkalwer Moor zwischen Ruß und Heydekrug zu. Erdme ist mutig und macht ihrem Freund Mut, dass ihre Ersparnisse von 91 Mark als Anfangskapital für ein Stück Land reichen. Das Übrige werde sich schon ergeben (Kap. 1).
Aufbau-Jahre

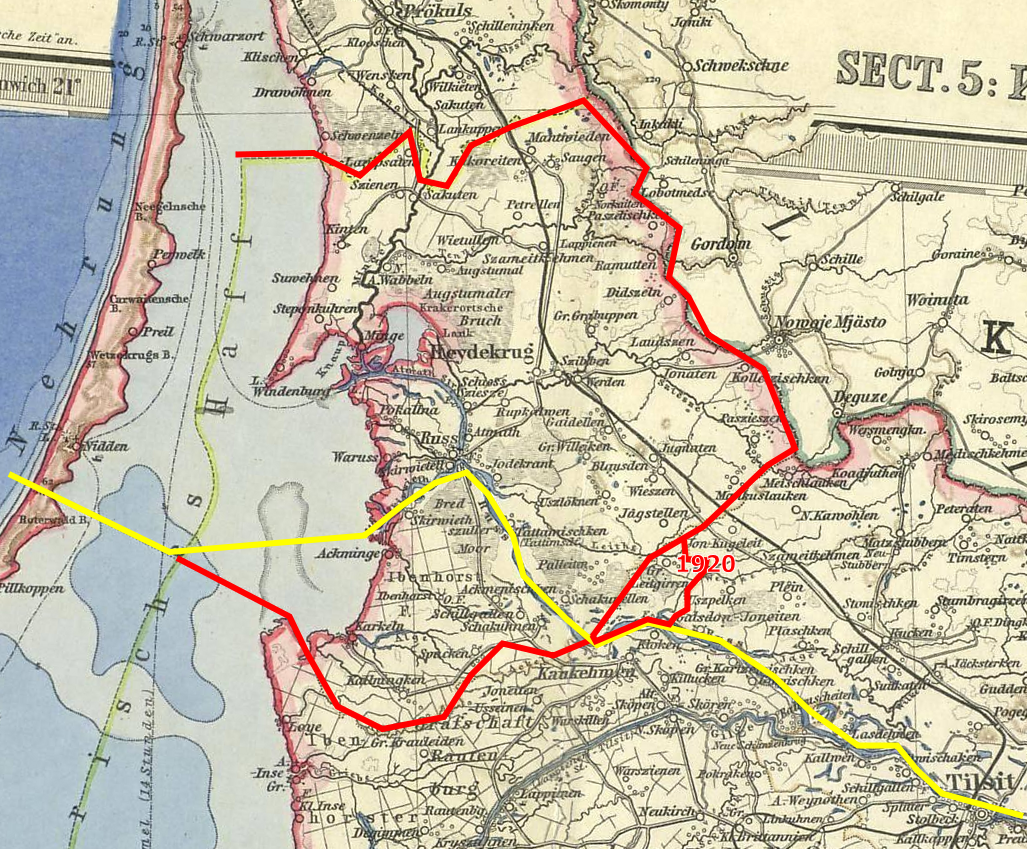
Landkreis Heydekrug (rot) 1907

Beide haben sich mit List aus ihren Kontrakten gelöst und sprechen mit dem Moorvogt. Er fragt sie, wie sie das Projekt finanzieren wollen. „Natürlich, nachhelfen muss man ein bisschen“, sagt Erdme und lacht ihm verstohlen zu. „Nachhelfen tut ein jeder“. Der Vogt hat Sympathie für Lebenskämpfer, die dem Schwersten standhalten wollen und Probleme mit Schlauheit umgehen, und ist bereit, in der Aufbauphase eine Auge zuzudrücken. Er teilt ihnen ein Stück Moor zu, um es trockenzulegen und zu bewirtschaften. Jons und Erdme mieten eine Kammer in einem Haus von „Erleuchteten“, den frommen Taruttis, und sie müssen schnell heiraten, um dort zusammenleben zu dürfen (Kap. 2). Während sie Gräben ausheben, muss Jons tagsüber Geld verdienen. Für zwei Mark am Tag arbeitet er in einer Sägemühle, weil er hofft, dort zu billigem oder auch kostenlosem Holz zu kommen. Aus Gesprächen mit den Fuhrleuten erfährt er, in welchem Wald geeignete Stämme liegen, die er und Erdme nachts heimlich mit Taruttis Handwagen abtransportieren können. Die erste der vier Kiefernstangen, die er als Eckpfeiler des Hauses braucht, kauft er und bekommt eine Quittung, die er bei seinen illegalen Holzaktionen im Matzicker Wald als Schutz immer in seiner Tasche bereithält (Kap. 3). Mit dieser Doppelstrategie besorgt er sich die Dachbalken und die Sparren für die Wände, die mit Rasenbänken wärmegedämmt werden, und das Schilfgras für das Dach. „Wenn man so arm ist wie wir, dann kann das unmöglich eine Sünde sein“, tröstet Erdme sich und ihn. „Eine Sünde ist es schon“, antwortet Jons, „aber wenn wir es nicht mehr nötig haben, dann wollen wir alles wieder gut machen, worin wir uns jetzt vergehen müssen“. Ihre Kinder sollen es einmal gut haben. Beim Aufrichten des Hauses hilft eine Talka, eine Arbeitsgemeinschaft der Nachbarn. Erdme revanchiert sich dafür mit Hausarbeit für Witkuhns kranke Frau und kümmert sich um die 12-jährige Tochter Ulele des Witwers Smailus. Ein Ziegeleibesitzer brennt kostenlos die Steine für den Ofen. Das Material organisieren sie aus einer Lehmgrube. Den Schornstein fertigen sie aus verrosteten Petroleumkannen. Fenster und Türen hat der Besitzer eines in Brand geratenen Haus abgegeben, den Jons auf die Idee des Versicherungsbetrugs gebracht hat. Die Möbel darf er beim Tischler Kuntze fertigen, als Lohn für seine Hilfe, Holz aus der Sägemühle unbezahlt aufzuladen (Kap. 6).
Mitte August ist das Haus des Losmanns Jons Baltruschat und seiner Frau Erdme fertig. Parallel zum Hausbau zieht Jons mit Taruttis Hilfe Gräben, um ihre Moorparzelle trockenzulegen. Dann beginnt die Urbarmachung des Landes und das Stecken der Saatkartoffeln (Kap. 4). Vom Erlös der Ernte kaufen sie ein Ferkel. Das Pachtgeld bleiben sie dem verständnisvollen Vogt erst einmal schuldig (Kap. 7).
Die Eheharmonie wird durch den Versuch des Nachbarn Witkuhn gestört, eine Beziehung mit der schwangeren Edme zu beginnen. Er ist für sie ein sachkundiger Berater und freundlicher Helfer und kommt oft zu Besuch. Erdme hat mit dem sympathischen Mann wegen seiner kranken Frau Mitleid und fühlt sich ihm in gewisser Weise verpflichtet, doch sie will ihr Glück mit Jons nicht belasten und weist ihn ab (Kap. 7). Er schämt sich und meidet darauf Begegnungen mit ihr. Nachdem Wikuhns kranke Frau sie indirekt um Verständnis für ihren auf sie fixierten Mann bittet, spricht sie mit ihm offen über die Situation, betet mit ihm und löst sich dadurch wieder von dem Gedanken einer Affäre (Kap. 9).
Wohlstand
Im zweiten Jahr geht die familiäre und wirtschaftliche Entwicklung weiter (Kap. 8). Im März wird die Tochter Katrike geboren und im April des darauf folgenden Jahres ihre Schwester Urte. Jons und Erdme verkaufen das fett gefütterte Schwein und bezahlen mit der Einnahme die Pacht. Darauf gibt der Vogt ihnen ein Stück Wiese für das Viehfutter und eine staatliche Kalkspende zur Erhöhung der Ernte. Von dem Erlös kaufen sie eine Kuh und bauen im vierten Jahr mit Witkuhns Hilfe einen Stall. Der Vogt gewährt ihnen einen zweiten Hektar Moorland zur Kultivierung, doch er spricht ihnen ins Gewissen, ab jetzt redlich zu wirtschaften, und signalisiert ihnen, dass er über ihre Aufbaumethode Bescheid weiß. Sie haben inzwischen die größte Not überstanden, sind zu einigem Wohlstand gekommen und konnten sogar Geld sparen, und sie erinnern sich an ihr Versprechen, das sie sich am Anfang gegeben haben, nach der Armut ehrlich zu leben. Zuerst wollen sie sich Taruttis „Gemeinde der Erleuchteten“ anzuschließen. Dieser rät ihnen, als Voraussetzung für die Aufnahme, alle ihre Sünden offen zu bekennen. Sie fürchten jedoch bei einer Offenlegung um ihren Ruf in der Kolonie und gehen einen anderen Weg zur Gewissenserleichterung: Sie schreiben Entschuldigungsbriefe an die Leute, die sie bestohlen oder übervorteilt haben, und legen Geldscheine bei (Kap. 10).
Im Frühling des 5. Jahres kann Jons seine Arbeit in der Sägemühle aufgeben und konzentriert sich auf die Erweiterung der Landwirtschaft um einen dritten Hektar (Kap. 11). Mit dem Gewinn pachtet er den vierten Hektar und schafft ein Pferd an. Der Wohlstand der fleißigen Baltruschats wird von weniger erfolgreichen Nachbarn neidvoll beobachtet und es kommt zu Spannungen und Entfremdungen, zumal die Töchter Katrike und Urte kein Interesse am Leben in der Siedlung haben (Kap. 12). Einen Rückschlag erleiden die Baltruschats durch eine große Überschwemmung (Kap. 13.), die das Haus schwer beschädigt. Die Warnung Witkuhns, durch den Torfabbau senke sich der Boden, hat sich bewahrheitet. Das ist die große Stunde des von allen gemiedenen Außenseiters Kipszas, eines Raubmörder und Zuchthäuslers. Er hat sich als einziger auf die Katastrophe vorbereitet. Mit seinem Prahm werden die auf die Dächer gekletterten Siedler gerettet und zum Haus des Moorvogts am Chausseedamm gebracht. Aus Königsberg herbeigeeilte Pioniere holen die Tiere von den Dachböden und helfen bei der Versorgung der Obdachlosen. Geld- und Kleiderspenden treffen aus den Städten ein. Durch seine vorausschauende Tat steigt Kipszas’ Ansehen und er erhält zum Dank eine Rente.
Im Frühling, 15 Jahre nach dem Hausbau, kehren die Baltruschats auf ihr Land zurück (Kap. 14). Jons hat eine Lungenentzündung im Spital ausgeheilt. Dieses Mal errichten Zimmerleute professionell das neue Haus. Finanziert wird alles durch einen Kredit des Raiffeisenvereins. Ihr Haus ist jetzt gut ausgestattet und ausgeschmückt. 10 Jahre später ist der Rückschlag fast vergessen und der Wohlstand der Familie weiter gewachsen (Kap. 15). Jons und Erdme, die jetzt von der Dienstmagd Jette unterstützt wird, sind alt, abgearbeitet und geraten in ihre größte Lebenskrise. Das steht im Zusammenhang mit den Aufstiegsplänen ihrer Töchter.
Die Töchter 
Die Nachbarstochter Ulele Smailus hat vor einiger Zeit die Kolonie verlassen, um in der Stadt Karriere zu machen. Bei einem Besuch erzählt sie, sie nenne sich jetzt Adele. In Berlin hat sie durch Beziehungen mit dem verheirateten Besitzer und dem Buchhalter einer Seifenfabrik eine gute Anstellung bekommen. Später erfährt man, dass der Buchhalter die Firma übernommen und sie geheiratet hat. Erdme imponiert dieser gesellschaftliche Aufstieg. Ihre „Besitzertöchter“ sollen es einmal besser haben als sie, und sie plant ihren Aufstieg durch Schulbildung (Kap. 12). Sie lernen Deutsch und könnten wie Ulele einmal in der Stadt ihr Glück machen. Im Haushalt und der Landwirtschaft werden sie geschont und müssen kaum arbeiten. Während Urte dem Plan der Mutter folgt, ist Katrike „das Katzchen“ faul. Urte arbeitet als 17-Jährige in Königsberg als Kellnerin und lebt später in Berlin. Sie nennt sich Ortrud Balté oder Baldamus oder Balthasar. Katrike wohnt weiterhin bei den Eltern, arbeitet nicht, sondern liest Traumbücher. Die neidischen Nachbarn hängen Zauberbesen und Hexenspeichel um das Haus auf (Kap. 15).
Am silbernen Hochzeitstag der Eltern fährt Urte/Ortrud, begleitet von einem edlen russischen Hund, in einem feinen Wagen an und verteilt großzügige Geschenke. Sie erzählt von einem reichen Freund und der Beziehung zu einem Grafen, und es wird deutlich, dass sie in Berlin als Prostituierte lebt. (Kap. 16.). Ihre elegante Kleidung macht auf Mutter und Schwester großen Eindruck. Urte ergreift sofort die Initiative für die Zukunftsplanung der bequemen Schwester. Der Heiratsvermittler Tuleweit soll für sie einen reichen Mann, am besten einen Gutsbesitzer, suchen. Er schlägt ihnen den jungen Schmidt, einen Deutschen, vor, dessen Vater eine verschuldete Wirtschaft nicht weit von Mineiken hat. Er will nach seinem Militärdienst eine Landwirt aufbauen und sucht eine wohlhabende Frau. Erdme ist bereit, Katrike ihr Sparbuch mit 5000 Mark als Mitgift zu geben, doch Jons spricht sich dagegen aus (Kap. 17).
Ehekrise 
Durch das Heiratsprojekt kommt es zum Streit der Eheleute. Jons wirft seiner Frau vor, sie habe die Töchter zu Faulenzerinnen und „Rumtreibersche“ erzogen. Sie entgegnet, ihre Töchter sollten sich weniger als sie plagen müssen und einmal einen höheren Lebensstandard haben. Sie beansprucht das Verfügungsrecht über das Sparbuch, denn sie habe mit ihrer Intelligenz und ihrem Mut ihren wachsenden Wohlstand organisiert, er sei nur der Knecht gewesen. Darauf reagiert Jons wütend und schlägt sie zum ersten Mal mit einem Stock. Sie erleidet dadurch eine Rückenverletzung, die sie sich später von einem Arzt für einen Scheidungsprozess bescheinigen lässt. Nachbar Witkuhn tritt mit einer Pistole Jons gegenüber und nimmt Erdme und die Töchter in sein Haus auf. Das Sparbuch hat sie mitgenommen (Kap.18.). Von nun an kümmert sich Jons nicht mehr um die Wirtschaft und randaliert betrunken vor dem Haus. Edme denkt nun daran, sich von ihrem Mann zu trennen, und schlägt vor, Witkuhns Haushalt zu führen, doch der fühlt sich zu alt für eine neue Beziehung. Darauf sucht sie für sich eine andere Lösung und will in Katrikes neuem Bauernhof eine Altsitzstelle haben. Die Töchter unterstützen diesen Plan, räumen Möbel, Wäsche für die Aussteuer aus dem Haus und treiben das Vieh zu Witkuhn (Kap. 19). Ein Rechtsanwalt beurkundet den Kauf des Hofes in Jugnaten für Erdmes 5000 Mark sowie die Übernahme des Viehs und des Hausrats. Die Altsitzstelle soll aus Zeitgründen später im Vertrag ergänzt werden. Doch die Brautleute erscheinen nicht zum Termin, sondern transportieren in ihrer Abwesenheit den Hausrat und das Vieh zum neuen Hof. Als Erdme in die Siedlung zurückkehrt, findet sie die Erklärung in zwei Briefen der abgereisten Töchter: Urte fährt nach Berlin zurück. Sie hat außer ihren feinen Kleidern kein Vermögen und kann die Mutter nicht unterstützen. Katrikes deutsche Schwiegereltern lehnen Erdmes Altsitz ab und zur Hochzeit wird sie auch nicht eingeladen (Kap. 21).
Versöhnung und Neubeginn
Erdme denkt an Selbstmord in einem Moorloch. Auf der Suche danach trifft sie auf den verwahrlosten Jons (Kap. 22). Ihm wurde, als er betrunken war, das Pferd ausgespannt und gestohlen. Der Moorvogt versucht ihm zu helfen und den Streit der Eheleute zu schlichten. Jons und Erdme versöhnen sich wieder. Ihnen ist nur das Land und das leere Haus geblieben. Aber die Felder sind bestellt und können geerntet werden. Sie wollen noch einmal neu anfangen (Kap. 22).

## Litauische Geschichten
Wie in den anderen Erzählungen der Sammlung, Miks Bumbullis, Die Reise nach Tilsit und „Die Magd“, gibt es in Jons und Erdme ähnliche personale Konstellationen und Frauengestalten im Spannungsfeld zwischen den baltischen Göttinnen Laime und Giltinė sowie Themen wie Schuld und Sühne. „Die Landschaft und die Gemeinschaft der Menschen erscheinen als ungeschichtliche, sozialen und ökonomischen Wandlungen enthobenen Gegebenheiten, die individuelles Leid gelassen überdauern.“ Damit führe Sudermann eine „restaurative Tendenz“ fort, die in „sogenannter Heimatdichtung“ immer wieder auftrete. Die Landschaftsschilderungen der Litauischen Geschichten seien aus den „plastischen Kindheitseindrücken“ des Autors hervorgegangen. Durch vorwiegend parataktische Sätze, den Verzicht auf Rückblenden und Reflexionen und den „fast naturalistischen Tonfall“ entstehe eine „gewisse erzählerische Unmittelbarkeit“, die dem „unreflektierten Verhalten“ der Figuren entspreche.

## Rezeption
Nach Sprengel wurde der beim Publikum sehr erfolgreiche Erzähler und Dramatiker Sudermann bis weit ins 20. Jahrhundert unterschiedlich rezipiert: Seine spannungsreichen Erzählungen mit sicherem Gespür für Effekte wurden einerseits als Trivialliteratur bewertet, andererseits stellten ihn die aktuellen Bezüge und sein liberales Engagement in die Nähe zur literarischen Moderne. Sein durchaus reflektierter, aber ungebrochener Umgang mit überlieferten literarischen Modellen, Klischees und Artefakten steigern jedoch das Pathos der Empfindung, das den Lesern vermittelt werden soll.

## Adaption
1959: Deutsch-italienischer Spielfilm Jons und Erdme (1 Std. 35 Min.). Regie: Victor Vicas, Besetzung: Giulietta Masina (Erdme), Carl Raddatz (Jons Baltruschowsky), Karin Baal (Katrike), Richard Basehart (Wittkuhn, der Schmied), Agnes Fink (Anna Wittkuhn), Gert Fröbe (Smailus, russischer Matrose), Berta Drews (Jasgulka, seine dritte Frau), Werner Peters (Paul Schmidt, Friseur), Siegfried Wischnewski (Kipsass), Willy Rösner (Moorvogt), Dietmar Schönherr (Direktor der Seifenfabrik), Helga Münster (Ulele)
Jons und Erdme bauen sich in einer Moorsiedlung eine Existenz auf. Die Ehe gerät durch die Trinkerei Jons in eine Krise. Ihre Tochter Katrike wird schwanger von einem jungen Mann, der es auf ihre Mitgift abgesehen hat. Erdme lässt sich mit dem jungen Schmied Wittkuhn ein, Jons verprügelt sie und sie will ihn verlassen. Doch Wittkuhn hat kein Interesse an einer Ehe und Erdme kehrt zu Jons zurück.